# Anne-Claude Villars
 (septembre 2022).
Si vous disposez d'ouvrages ou d'articles de référence ou si vous connaissez des sites web de qualité traitant du thème abordé ici, merci de compléter l'article en donnant les références utiles à sa vérifiabilité et en les liant à la section « Notes et références ».
Pour les articles homonymes, voir Anne-Claude et Villars.
Anne-Claude Villars, née à Uccle (Belgique), est une violoniste française. 
Premier prix du Conservatoire de Paris puis lauréate du Concours de Barcelone et du Concours de musique de chambre de Colmar, elle reçoit l'enseignement de Joseph Calvet, Jacques Février et des membres du Quatuor Amadeus.

## Biographie
Sous la direction de Joseph Calvet, elle fonde le Quatuor Elyséen avec Simone Feyrabend (alto) et Odile Poisson (piano). Le Quatuor démarre rapidement une carrière internationale et fait de nombreuses tournées de concerts en Europe du Nord et du Sud, au Canada, au Moyen-Orient (Égypte, Israël, Liban, Syrie, Turquie) et en Chine. En 1975 Anne-Claude Villars intègre l'Orchestre de chambre de Versailles (fondé en 1952), dont elle devient violon solo. En 1994, à la suite de la disparition de son fondateur Bernard Wahl, elle devient la directrice musicale de l'orchestre qu'elle dirige du violon.
Outre les concerts qu'il donne en France, de multiples tournées à l'étranger ont mené l'Orchestre de chambre de Versailles dans la presque totalité des pays d'Europe, en Asie et au Moyen-Orient, en Amérique du Nord et du Sud et en Afrique. Avec l'Orchestre Anne-Claude Villars se produit également en tant que soliste et accompagne des solistes tels que Philippe Muller (ancien violoncelle solo de l'orchestre) Arto Noras, Pieter Wispelwey, Anne Gastinel, Jacques Rouvier, Gabriel Tacchino, Jean-Pierre Rampal, Maurice André...
Avec le Quatuor Élyséen, elle enregistre plusieurs quatuors avec piano de Gustave Mahler, Camille Saint-Saëns, Felix Mendelssohn, Johannes Brahms, Alexis de Castillon, Ernest Chausson, Franz Schubert, Bohuslav Martinů, Max Reger et un quintette de Wilhelm Furtwängler. Elle a également enregistré un trio d'Alexis de Castillon ainsi qu'une sonate de Paul Challine pour violon et piano. Parmi ces enregistrements figurent une des premières intégrales des quatuors de Brahms et une première mondiale d'un quatuor de Saint-Saens (quatuor en mi majeur pour piano et cordes) dont la partition avait longtemps disparu.
Avec l'orchestre, elle enregistre en première mondiale, en tant que soliste, un concerto et deux symphonies du Chevalier de Saint George.
Par ailleurs, Anne-Claude Villars poursuit une activité de pédagogue depuis de nombreuses années.